# Suka Maju (Sibolangit)
Suka Maju is een bestuurslaag in het regentschap Deli Serdang van de provincie Noord-Sumatra, Indonesië. Suka Maju telt 642 inwoners (volkstelling 2010).